# Edward Henry Howard

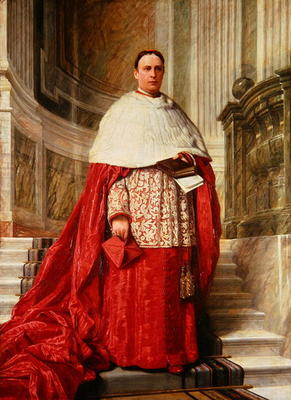
Edward Henry Kardinal Howard in Cappa magna (Gemälde von Umberto Cacciarelli, um 1877)

Edward Henry Howard (* 13. Februar 1829 in Hainton, Nottingham, Nottinghamshire; † 16. September 1892 in Hatch Beauchamp, Brighton, Sussex) war ein römisch-katholischer Bischof und Kardinalbischof von Frascati, Erzpriester des Petersdoms, Kardinalpriester und Titularerzbischof.

## Leben

Wappenschild von Edward Henry Howard

Edward Henry Howard wurde 1829 in der mittelenglischen Stadt Nottingham geboren. Howard entstammte der traditionell römisch-katholischen Adelsfamilie Howard und war ein Großneffe des 12. Duke of Norfolk. Das Theologiestudium absolvierte Howard im bischöflichen Priesterseminar Oscott College des Bistums Birmingham. Weitere Studiengänge belegte er in Schottland, an der Universität Edinburgh.
Ab 1850 leistete Howard zeitweise Militärdienst als Cornet und Sub-Lieutenant des 2nd Regiment of Life Guards der British Army. In Italien empfing Howard am 8. Dezember 1854, im Alter von 25 Jahren, in Rom die Priesterweihe. Ebenda setzte er im selben Jahr seine kirchliche Ausbildung im englischen Priesterseminar Collegium Anglorum, der päpstlichen Universität Gregoriana und an der päpstlichen Diplomatenakademie bis zum Jahre 1858 fort. Howard erlangte das Doktorat in den Fächern Kanonisches Recht und Katholische Theologie. Aufgrund seiner vorhandenen Sprachkenntnisse von sechs Fremdsprachen hegte Howard den Wunsch, als Missionar für die römisch-katholische Kirche tätig zu werden. Papst Pius IX. beschloss jedoch, dass Howard in Rom verbleiben solle und ernannte ihn im Jahre 1863 zum Ehrenprälaten Seiner Heiligkeit.
Howard war pastoral für die Armen und Soldaten in Rom zuständig. Diplomatisch wurde Edward Henry Howard im indischen Goa tätig, wo er zwischen den britischen und portugiesischen Regierungen bezüglich offener Streitfragen in kirchenrechtlichen Belangen vermittelte. Am 22. Juni 1872 wurde Edward Henry Howard zum Weihbischof in Frascati und Titularerzbischof von Neocaesarea in Ponto ernannt. Die Bischofsweihe spendete ihm am 30. Juni 1872 in Rom Kardinal Carlo Sacconi als Hauptkonsekrator, als Mitkonsekratoren fungierten Kardinal Salvatore Nobili Vitelleschi und Erzbischof Xavier de Mérode. Die Erhebung Howards zum Kardinal fand im Konsistorium vom 12. März 1877 statt. Als Kardinalpriester wurde ihm die Titelkirche Santi Giovanni e Paolo zugewiesen.
Im Alter von 52 Jahren wurde Edward Henry Kardinal Howard am 12. Dezember 1881 zum Erzpriester des Petersdoms ernannt. Drei Jahre später erfolgte die Erhebung zum Kardinalbischof von Frascati. Edward Henry Howard nahm am Konklave zur Papstwahl Leo XIII. teil. Im Jahre 1887 erkrankte Kardinal Howard schwer; im gleichen Jahr gründete er in Rom das Päpstliche Kanadische Kolleg. 1888 kehrte er nach England zurück und verbrachte seine letzten Lebensjahre zurückgezogen auf dem Anwesen Hatch Beauchamp in Brighton, wo er am 16. September 1892 starb. Er wurde in der Ortschaft Arundel in West Sussex in der dortigen Fitzalan Chapel im Familiengrab der Dukes of Norfolk beigesetzt.